# Aulocaroides
Aulocaroides är ett släkte av insekter. Aulocaroides ingår i familjen gräshoppor.
Kladogram enligt Catalogue of Life:
| Aulocaroides | \| \| Aulocaroides capicolus \| \| \| \| \| \| Aulocaroides leroii \| \| \| \| \| \| Aulocaroides nigericus \| \| \| \| |
|              | \| \| Aulocaroides capicolus \| \| \| \| \| \| Aulocaroides leroii \| \| \| \| \| \| Aulocaroides nigericus \| \| \| \| |
|              | Aulocaroides capicolus                                                                                                  |
|              | |
|              | Aulocaroides leroii |
|              | |
|              | Aulocaroides nigericus                                                                                                  |
|              | |